# Pro12 2013-2014
Il Pro12 2013-14 fu la 4ª edizione della competizione transnazionale di rugby a 15 per club delle federazioni gallese, irlandese, italiana e scozzese, la 3ª con tale nome nonché la 13ª assoluta includendo le edizioni senza i club della federazione italiana.
Si tenne dal 6 settembre 2013 al 31 maggio 2014 tra 12 squadre che si incontrarono nella stagione regolare con la formula a girone unico per selezionare le quattro che affrontarono i play-off.
Per l'ultima stagione fu noto come RaboDirect Pro12 in quanto la banca olandese Rabobank non rinnovò l'accordo di partnership per i diritti di naming del torneo al termine di tale edizione.
Il titolo andò per il secondo anno consecutivo alla franchigia irlandese del Leinster che batté in finale gli scozzesi del Glasgow Warriors per 34-12.
Con lo scioglimento dell'European Rugby Cup e la nascita dell'European Professional Club Rugby, a partire dalla stagione 2014-15 la Heineken Cup cedette il posto all'European Rugby Champions Cup i cui criteri di qualificazione, per quanto riguardava le squadre provenienti dal Pro12, furono sensibilmente modificati: a tale competizione furono riservati sette posti complessivi, dei quali quattro destinati alla migliore classificata proveniente da ciascuna federazione, e tre alle altre migliori classificate indipendentemente dalla provenienza.
Le squadre non qualificate alla Champions Cup furono automaticamente ammesse all'European Rugby Challenge Cup.
Il valore delle marcature, come stabilito dall’IRFB nel 1992, era: 5 punti per ciascuna meta (7 se trasformata), 3 punti per la realizzazione di ciascun calcio piazzato, idem per il drop.

## Squadre partecipanti
| Galles        | Irlanda  | Italia   | Scozia           |
| ------------- | -------- | -------- | ---------------- |
| Cardiff Rugby | Connacht | Benetton | Edimburgo        |
| Scarlets      | Leinster | Zebre    | Glasgow Warriors |
| Newport G.D.  | Munster  |          |                  |
| Ospreys       | Ulster   |          |                  |

## Stagione regolare

### Risultati
|            | 1ª giornata          |       |
| ---------- | -------------------- | ----- |
| 7-9-2013   | Benetton - Ospreys   | 19-24 |
| 7-9-2013   | Connacht - Zebre     | 25-16 |
| 6-9-2013   | Glasgow - Cardiff    | 22-15 |
| 7-9-2013   | Munster - Edimburgo  | 34-23 |
| 6-9-2013   | Newport - Ulster     | 15-8  |
| 6-9-2013   | Scarlets - Leinster  | 19-42 |
|            |                      |       |
|            | 4ª giornata          |       |
| 28-9-2013  | Connacht - Ospreys   | 26-43 |
| 27-9-2013  | Edimburgo - Scarlets | 9-22  |
| 27-9-2013  | Leinster - Cardiff   | 34-20 |
| 28-9-2013  | Munster - Newport    | 23-9  |
| 27-9-2013  | Ulster - Benetton    | 32-13 |
| 27-9-2013  | Zebre - Glasgow      | 17-24 |
|            |                      |       |
|            | 7ª giornata          |       |
| 2-11-2013  | Cardiff - Benetton   | 17-13 |
| 2-11-2013  | Connacht - Glasgow   | 12-19 |
| 1-11-2013  | Edimburgo - Zebre    | 25-23 |
| 2-11-2013  | Munster - Ospreys    | 12-6  |
| 1-11-2013  | Newport - Leinster   | 19-23 |
| 2-11-2013  | Scarlets - Ulster    | 17-9  |
|            |                      |       |
|            | 10ª giornata         |       |
| 20-12-2013 | Cardiff - Ospreys    | 19-22 |
| 21-12-2013 | Connacht - Newport   | 14-11 |
| 20-12-2013 | Edimburgo - Leinster | 11-6  |
| 20-12-2013 | Glasgow - Benetton   | 29-10 |
| 21-12-2013 | Munster - Scarlets   | 16-10 |
| 20-12-2013 | Ulster - Zebre       | 13-6  |
|            |                      |       |
|            | 13ª giornata         |       |
| 8-2-2014   | Benetton - Scarlets  | 33-41 |
| 9-2-2014   | Glasgow - Connacht   | 8-6   |
| 8-2-2014   | Munster - Cardiff    | 54-13 |
| 9-2-2014   | Newport - Edimburgo  | 19-23 |
| 7-2-2014   | Ulster - Ospreys     | 10-7  |
| 9-2-2014   | Zebre - Leinster     | 8-31  |
|            |                      |       |
|            | 16ª giornata         |       |
| 1-3-2014   | Connacht - Benetton  | 38-6  |
| 28-2-2014  | Edimburgo - Ospreys  | 31-25 |
| 1-3-2014   | Leinster - Glasgow   | 28-25 |
| 1-3-2014   | Scarlets - Munster   | 18-13 |
| 28-2-2014  | Ulster - Newport     | 38-8  |
| 1-3-2014   | Zebre - Cardiff      | 15-10 |
|            |                      |       |
|            | 19ª giornata         |       |
| 12-4-2014  | Benetton - Newport   | 45-27 |
| 11-4-2014  | Edimburgo - Cardiff  | 22-29 |
| 12-4-2014  | Munster - Glasgow    | 5-22  |
| 11-4-2014  | Ospreys - Leinster   | 25-19 |
| 12-4-2014  | Scarlets - Zebre     | 27-20 |
| 11-4-2014  | Ulster - Connacht    | 58-12 |
|            |                      |       |
|            | 22ª giornata         |       |
| 10-5-2014  | Glasgow - Zebre      | 54-0  |
| 10-5-2014  | Leinster - Edimburgo | 15-13 |
| 10-5-2014  | Munster - Ulster     | 17-19 |
| 10-5-2014  | Newport - Benetton   | 20-19 |
| 10-5-2014  | Ospreys - Connacht   | 45-20 |
| 10-5-2014  | Scarlets - Cardiff   | 27-15 |

|            | 2ª giornata          |       |
| ---------- | -------------------- | ----- |
| 13-9-2013  | Cardiff - Connacht   | 21-10 |
| 13-9-2013  | Edimburgo - Newport  | 16-13 |
| 14-9-2013  | Leinster - Ospreys   | 29-29 |
| 14-9-2013  | Scarlets - Benetton  | 26-10 |
| 13-9-2013  | Ulster - Glasgow     | 12-13 |
| 13-9-2013  | Zebre - Munster      | 21-43 |
|            |                      |       |
|            | 5ª giornata          |       |
| 4-10-2013  | Benetton - Connacht  | 23-3  |
| 6-10-2013  | Cardiff - Edimburgo  | 29-12 |
| 5-10-2013  | Munster - Leinster   | 19-15 |
| 4-10-2013  | Newport - Zebre      | 30-7  |
| 4-10-2013  | Ospreys - Ulster     | 12-18 |
| 5-10-2013  | Scarlets - Glasgow   | 12-17 |
|            |                      |       |
|            | 8ª giornata          |       |
| 24-11-2013 | Benetton - Leinster  | 20-21 |
| 23-11-2013 | Cardiff - Munster    | 10-31 |
| 23-11-2013 | Connacht - Scarlets  | 21-24 |
| 22-11-2013 | Glasgow - Newport    | 8-23  |
| 23-11-2013 | Ospreys - Zebre      | 30-20 |
| 22-11-2013 | Ulster - Edimburgo   | 41-17 |
|            |                      |       |
|            | 11ª giornata         |       |
| 28-12-2013 | Benetton - Zebre     | 20-15 |
| 26-12-2013 | Edimburgo - Glasgow  | 16-20 |
| 28-12-2013 | Leinster - Ulster    | 19-6  |
| 27-12-2013 | Munster - Connacht   | 22-16 |
| 26-12-2013 | Newport - Cardiff    | 22-16 |
| 26-12-2013 | Scarlets - Ospreys   | 6-10  |
|            |                      |       |
|            | 14ª giornata         |       |
| 15-2-2014  | Cardiff - Glasgow    | 20-27 |
| 15-2-2014  | Connacht - Edimburgo | 11-7  |
| 14-2-2014  | Leinster - Newport   | 31-19 |
| 15-2-2014  | Munster - Zebre      | 36-8  |
| 16-2-2014  | Ospreys - Benetton   | 75-7  |
| 14-2-2014  | Ulster - Scarlets    | 26-13 |
|            |                      |       |
|            | 17ª giornata         |       |
| 21-3-2014  | Edimburgo - Ulster   | 3-9   |
| 22-3-2014  | Glasgow - Scarlets   | 14-6  |
| 21-3-2014  | Leinster - Zebre     | 27-0  |
| 22-3-2014  | Munster - Benetton   | 14-3  |
| 23-3-2014  | Newport - Connacht   | 8-24  |
| 21-3-2014  | Ospreys - Cardiff    | 34-9  |
|            |                      |       |
|            | 20ª giornata         |       |
| 20-4-2014  | Cardiff - Scarlets   | 17-13 |
| 19-4-2014  | Connacht - Munster   | 23-32 |
| 18-4-2014  | Glasgow - Ulster     | 27-9  |
| 18-4-2014  | Leinster - Benetton  | 62-7  |
| 20-4-2014  | Newport - Ospreys    | 10-20 |
| 19-4-2014  | Zebre - Edimburgo    | 26-13 |

|            | 3ª giornata          |       |
| ---------- | -------------------- | ----- |
| 20-9-2013  | Benetton - Munster   | 29-19 |
| 20-9-2013  | Cardiff - Zebre      | 25-30 |
| 21-9-2013  | Connacht - Ulster    | 7-18  |
| 20-9-2013  | Glasgow - Leinster   | 12-6  |
| 20-9-2013  | Newport - Scarlets   | 23-16 |
| 21-9-2013  | Ospreys - Edimburgo  | 44-10 |
|            |                      |       |
|            | 6ª giornata          |       |
| 25-10-2013 | Edimburgo - Benetton | 20-13 |
| 25-10-2013 | Glasgow - Munster    | 6-13  |
| 26-10-2013 | Leinster - Connacht  | 16-13 |
| 27-10-2013 | Ospreys - Newport    | 40-17 |
| 25-10-2013 | Ulster - Cardiff     | 39-21 |
| 25-10-2013 | Zebre - Scarlets     | 16-16 |
|            |                      |       |
|            | 9ª giornata          |       |
| 29-11-2013 | Benetton - Cardiff   | 26-26 |
| 29-11-2013 | Edimburgo - Connacht | 43-10 |
| 30-11-2013 | Leinster - Scarlets  | 36-19 |
| 29-11-2013 | Newport - Munster    | 14-18 |
| 29-11-2013 | Ospreys - Glasgow    | 16-28 |
| 30-11-2013 | Zebre - Ulster       | 11-19 |
|            |                      |       |
|            | 12ª giornata         |       |
| 1-1-2014   | Cardiff - Newport    | 21-13 |
| 4-1-2014   | Connacht - Leinster  | 8-16  |
| 26-4-2014  | Glasgow - Edimburgo  | 37-34 |
| 3-1-2014   | Ospreys - Scarlets   | 17-12 |
| 3-1-2014   | Ulster - Munster     | 29-19 |
| 4-1-2014   | Zebre - Benetton     | 14-12 |
|            |                      |       |
|            | 15ª giornata         |       |
| 23-2-2014  | Benetton - Ulster    | 12-14 |
| 20-2-2014  | Cardiff - Leinster   | 22-34 |
| 23-2-2014  | Newport - Glasgow    | 24-23 |
| 23-2-2014  | Ospreys - Munster    | 11-25 |
| 22-2-2014  | Scarlets - Edimburgo | 25-21 |
| 23-2-2014  | Zebre - Connacht     | 15-27 |
|            |                      |       |
|            | 18ª giornata         |       |
| 29-3-2014  | Benetton - Edimburgo | 20-16 |
| 29-3-2014  | Cardiff - Ulster     | 28-23 |
| 28-3-2014  | Glasgow - Ospreys    | 11-9  |
| 29-3-2014  | Leinster - Munster   | 22-18 |
| 30-3-2014  | Scarlets - Connacht  | 32-30 |
| 29-3-2014  | Zebre - Newport      | 25-25 |
|            |                      |       |
|            | 21ª giornata         |       |
| 2-5-2014   | Benetton - Glasgow   | 16-38 |
| 3-5-2014   | Connacht - Cardiff   | 15-22 |
| 3-5-2014   | Edimburgo - Munster  | 12-55 |
| 2-5-2014   | Scarlets - Newport   | 34-23 |
| 2-5-2014   | Ulster - Leinster    | 20-22 |
| 1-5-2014   | Zebre - Ospreys      | 30-27 |

### Classifica
| Pos | Squadra          | G  | V  | N | P  | PF  | PS  | DP   | BMP | Pt |
| --- | ---------------- | -- | -- | - | -- | --- | --- | ---- | --- | -- |
| 1   | Leinster         | 22 | 17 | 1 | 4  | 554 | 352 | +202 | 12  | 82 |
| 2   | Glasgow Warriors | 22 | 18 | 0 | 4  | 484 | 309 | +175 | 7   | 79 |
| 3   | Munster          | 22 | 16 | 0 | 6  | 538 | 339 | +199 | 10  | 74 |
| 4   | Ulster           | 22 | 15 | 0 | 7  | 470 | 319 | +151 | 10  | 70 |
| 5   | Ospreys          | 22 | 13 | 1 | 8  | 571 | 388 | +183 | 12  | 66 |
| 6   | Scarlets         | 22 | 11 | 1 | 10 | 435 | 438 | −3   | 9   | 55 |
| 7   | Cardiff Rugby    | 22 | 8  | 1 | 13 | 425 | 538 | −113 | 7   | 41 |
| 8   | Edimburgo        | 22 | 7  | 0 | 15 | 397 | 526 | −129 | 10  | 38 |
| 9   | Newport G.D.     | 22 | 7  | 1 | 14 | 392 | 492 | −100 | 5   | 35 |
| 10  | Connacht         | 22 | 6  | 0 | 16 | 371 | 509 | −138 | 11  | 35 |
| 11  | Benetton         | 22 | 5  | 1 | 16 | 376 | 591 | −215 | 8   | 30 |
| 12  | Zebre            | 22 | 5  | 2 | 15 | 347 | 559 | −212 | 5   | 29 |

## Play-off
|  | Semifinali | Semifinali       | Semifinali       |                  |          | Finale   | Finale | Finale |  |
|  |            |                  |                  |                  |          |          |        |        |  |
|  | 1          | Leinster         | 13               |                  |          |          |        |        |  |
|  | 1          | Leinster         | 13               |                  |          |          |        |        |  |
|  | 4          | Ulster           | 9                |                  |          |          |        |        |  |
|  | 4          | Ulster           | 9                |                  | Leinster | Leinster | 34     |        |  |
|  |            |                  |                  |                  | Leinster | Leinster | 34     |        |  |
|  |            |                  | Glasgow Warriors | Glasgow Warriors | 12       |          |        |        |  |
|  | 2          | Glasgow Warriors | Glasgow Warriors | Glasgow Warriors | 12       | 16       |        |        |  |
|  | 2          | Glasgow Warriors |                  |                  |          |          |        |        |  |
|  | 3          | Munster          | 15               |                  |          |          |        |        |  |

### Semifinali
| Arbitro: | Marius Mitrea |

|                       |      |                       |
| Reid 46’              | mt   | 9’ Varley 51’ Dougall |
| Russell 46’           | tr   | 9’ Keatley            |
| Russell 17’, 36’, 39’ | c.p. | 66’ Keatley           |

| Arbitro: | Leighton Hodges |

|                   |      |                         |
| Madigan 72’       | mt   |                         |
| Gopperth 72’      | tr   |                         |
| Gopperth 58’, 64’ | c.p. | 7’, 40’, 53’ P. Jackson |

### Finale
| Arbitro: | Nigel Owens |

|                                           |      |                             |
| Kirchner 16’, 74’ Jennings 37’ D'Arcy 76’ | mt   |                             |
| Gopperth 16’, 37’, 74’, 76’               | tr   |                             |
| Gopperth 59’, 65’                         | c.p. | 3’, 12’, 34’, 40+2’ Russell |

## Verdetti
- Leinster: Campione del Pro12
- Leinster, Glasgow Warriors, Ospreys, Benetton, Munster, Ulster, Scarlets: qualificate alla Champions Cup 2014-15
- Cardiff Rugby, Edimburgo, Newport G.D., Connacht, Zebre: qualificate alla Challenge Cup 2014-15.